# Janiralata solasteri
Janiralata solasteri là một loài chân đều trong họ Janiridae. Loài này được Hatch miêu tả khoa học năm 1947.